# 고객 경험

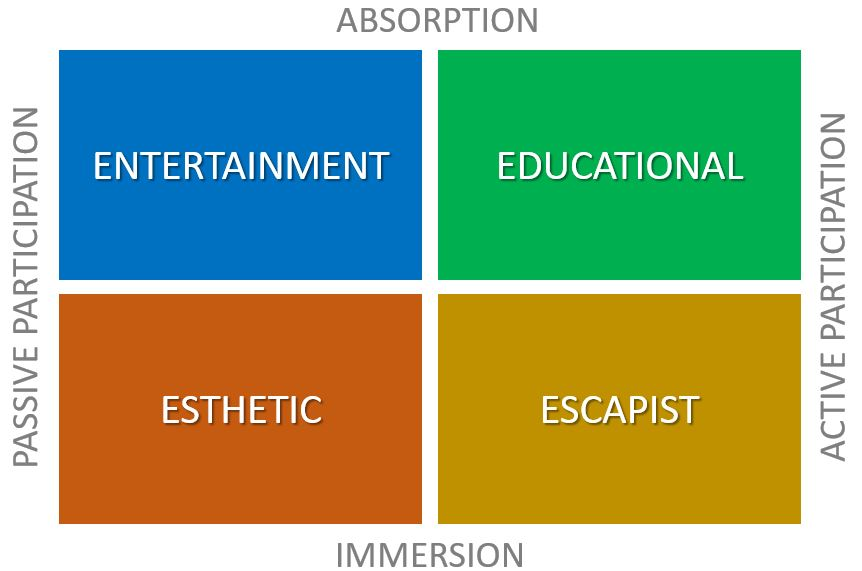
고객 경험의 4가지 영역 '엔터테인먼트', '교육', '미', '현실도피'(Pine & Gilmore, 1999)

고객 경험(Customer Experience, "CX")는 구매 전, 소비, 구매후 단계를 포함한 모든 단계의 소비 과정 중에 소비자가 반응하는 인식, 정동, 감각처리, 행동의 총체이다.
고객 경험의 다양한 차원에는 감각, 감정, 느낌, 인식, 인지 평가, 참여, 기억, 영적 구성 요소 및 행동 의도가 포함된다. 소비 전 기대 경험은 미래의 사건을 음미함으로써 받는 즐거움이나 불쾌감의 양으로 설명할 수 있으며, 기억 경험은 이전 사건에 대한 기억과 제품 또는 서비스의 경험과 관련이 있다.

## 같이 보기
- 소비자 행동
- 체험경제
- 사용자 경험